# Per incanto o per delizia
(Isabella alla fine del programma "Passion Food")
Per incanto o per delizia (Woman on Top) è un film commedia statunitense del 2000 diretto da Fina Torres e interpretato da Penélope Cruz.
Il film è anche conosciuto col titolo Amore peperoncino e... salsa.
Fu presentato nella sezione Un Certain Regard del 53º Festival di Cannes.

## Trama
Isabella Oliveira (Penélope Cruz) soffre dalla nascita di mal di movimento che non le permette di viaggiare su mezzi di trasporto che non guida. Non potendo giocare con le altre persone, impiega molto del suo tempo libero a cucinare, diventando una cuoca. Lavora, in seguito, in un ristorante di pesce gestito da Toninho (Murilo Benício) di cui si innamora e che sposa. Quando scopre, però, che il marito la tradisce andando a letto con la vicina, decide di partire per San Francisco, dove è ospite in casa dell'amica Monica. A causa di una maledizione che Toninho, disperatosi per la partenza improvvisa della moglie, fa alla dea del mare Yemanja, Isabella, pur avendo ricevuto molte proposte di lavoro, riuscirà inizialmente soltanto ad insegnare in un corso di cucina. Tuttavia i sentimenti per l'amato ex-marito sono ancora presenti. Così, su consiglio dell'amica Monica, telefona ad una donna che le dà la formula di un rito per dimenticare Toninho: infatti, dovrà gettare la foto bruciata nel mare sopra degli oggetti. Il rito funziona.
Mentre trascorre il tempo a San Francisco, viene chiamata da un produttore di una televisione locale, Cliff Lloyd (Mark Feuerstein), che le permette di condurre un programma televisivo incentrato sulla cucina brasiliana: Passion Food.
Intanto Toninho, che dopo la maledizione fatta alla dea del mare Yemanja non riceve più pesce a sufficienza dai suoi pescatori per mandare avanti il ristorante, cerca di riuscire a capire dove sia andata Isabella quando ad un tratto, guardando un dipinto della dea legge la scritta "Monica", l'amica di Isabella nota anche a lui e che vive a San Francisco. Arriva quindi in città e in un bar vede il programma condotto da Isabella:riesce quindi a risalire all'indirizzo e, la sera successiva, mentre Isabella cucina, compare Toninho che suona con la sua chitarra:dapprima viene cacciato e trattenuto in carcere per una notte, poi viene invece assunto da Cliff Loyd per rendere più coinvolgente il programma. Con l'occasione, Toninho cerca in tutti i modi di convincere la sua Isabella a tornare ma, proprio quando lei sta per decidere di chiedere il divorzio, Loyd dichiara che il programma potrà essere trasmesso su rete nazionale per conto di una società.
Troppi sono i cambiamenti che preoccupano Isabella, che non si sente più a suo agio e si licenzia. Ora, dopo il rito fatto per far scomparire Toninho dai suoi pensieri, non si innamora più di nessuno e rifiuta anche i baci di Cliff Loyd, innamorato di lei dal primo momento. Perde altresì anche la sua abilità in cucina. Decide dunque di ripescare la foto di Toninho e, dopo che i due, entrambi licenziati, si incontrano di nuovo, cucinano insieme e Isabella si innamora di nuovo di Toninho. I due partono di nuovo per il Brasile e, dopo il ritorno del pesce, il ristorante procede a gonfie vele e, come nella frase finale, "Vissero per sempre felici e contenti".